# برونو پروئل
برونو پروئل (انگلیسی: Bruno Parovel; ۶ اکتبر ۱۹۱۳ – ۱ ژانویهٔ ۱۹۹۴) قایقران روئینگ اهل ایتالیا بود.